# Stade de France
Das Stade de France [stad.də.fʁɑ̃s] (deutsch Stadion Frankreichs) ist ein Rugby- und Fußballstadion mit Leichtathletikanlage in der französischen Stadt Saint-Denis, einem nördlichen Vorort von Paris.
Es wurde 1998 eröffnet und ist mit einer Kapazität von 81.338 Zuschauern das mit Abstand größte Stadion des Landes. Die Baukosten lagen bei  364 Mio. Euro. Es ist von der UEFA in die Stadionkategorie 4 eingestuft. Die wichtigsten regelmäßigen Veranstaltungen sind Heimspiele der französischen Fußballnationalmannschaft und der französischen Rugby-Union-Nationalmannschaft, das Finale um den Französischen Fußball- und den Ligapokal sowie das Finale der Rugby-Meisterschaft Top 14. Mithilfe verschiebbarer Tribünen kann das Stade de France auch für Leichtathletik-Veranstaltungen wie die Diamond League hergerichtet werden, dabei verringert sich die Kapazität auf 75.000 Zuschauer. Außerdem finden hier regelmäßig Konzerte und Freilichtshows statt. Bei Konzerten bietet das Stadion inklusive des Innenraums für über 90.000 Besucher Platz.

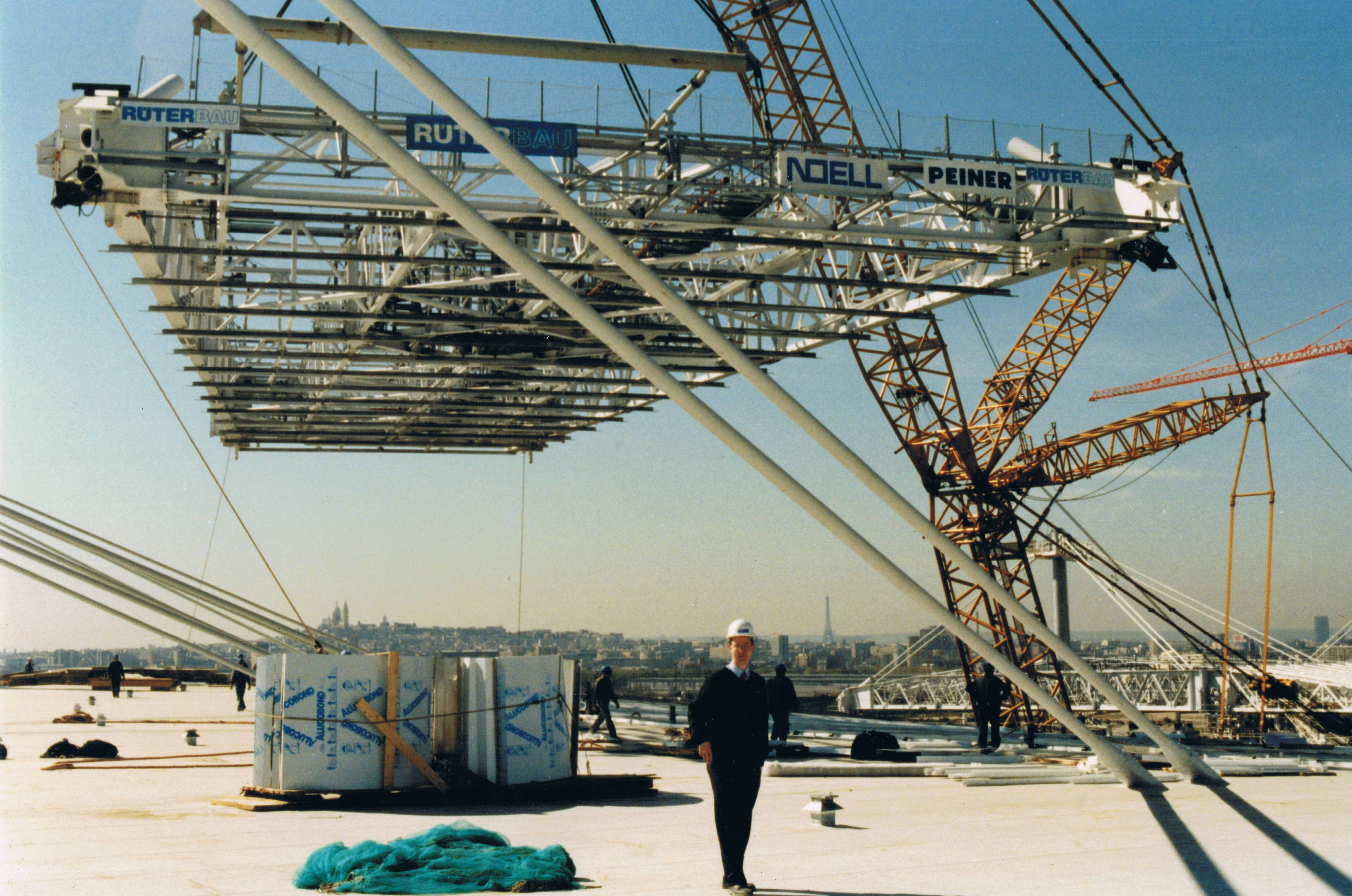
Setzen des letzten Teilstückes der Dachkonstruktion (im Hintergrund der Eiffelturm), 1997

## Bau
Am 2. Juli 1992 bestimmte die FIFA Frankreich zum Ausrichter der Fußball-Weltmeisterschaft 1998. Der französische Staat verpflichtete sich zum Bau eines Stadions mit rund 80.000 überdachten Sitzplätzen. Das Stade de France sollte als attraktiver Blickfang für das neu entstehende Stadtviertel mit durchmischten Wohn- und Geschäftszonen dienen. Eines der Hauptziele war es, das Gebiet La Plaine-Saint-Denis, die seit 1980 vernachlässigte Industriebrache des Gaswerks Cornillon, neu zu entwickeln. 
Der erste Spatenstich erfolgte am 2. Mai 1995 und die Grundsteinlegung am 6. September 1995. Belastete Böden und Rückstände eines Treibstoffbrandes eines benachbarten Depots im Jahr 1968 mussten abgetragen werden. Der Untergrund wurde umfangreich versiegelt. Eingebaute Anlagen saugen laufend die weiterhin austretenden Schadstoffe ab. Zudem wurden zwei neue Bahnhöfe der RER fertiggestellt und 6000 neue Parkplätze geschaffen. Auf der Baustelle arbeiteten insgesamt rund 1500 Personen. 
Die Architekten des Stadions waren Michel Macary, Aymeric Zublena, Michel Regembal und Claude Costantin. Ein Konsortium bestehend aus den Unternehmen Bouygues, GTM, Vinci und STF übernahm die logistische Planung und den Bau des Stadions. Rüterbau aus Langenhagen übernahm die Konstruktion des Daches.
Die offizielle Eröffnung am 28. Januar 1998 im Rahmen eines Fußball-Länderspiels zwischen Frankreich und Spanien (1:0). Das Stade de France löste den Pariser Parc des Princes als offizielles Nationalstadion ab. 2002 erhielt das Stadion den „Outstanding Structure Award“ der IABSE.
Das Stade de France ist das Olympiastadion der Sommerspiele 2024. Für die Großveranstaltung musste das Stadion umfangreich modernisiert werden. Dabei wurde die Modernisierung deutlich teurer als geplant. Dies meldete die Sportzeitung L’Équipe. Im Oktober 2018 bestätigte der französische Minister für Wirtschaft und Finanzen, Gérald Darmanin, dass Investitionen von 450 Mio. Euro nötig wären. Wenn dem so wäre, würde der Umbau etwa 40 Mio. Euro teurer als der Neubau zwanzig Jahre zuvor. Im Finanzprotokoll für die Olympischen Spiele 2024 sind nur 50 Mio. Euro für das Stade de France kalkuliert, so Minister Darmanin. Anfang Oktober 2018 genehmigte das IOC das Konzept für die Veranstaltungsstätten der Spiele 2024. Dort war ein Gesamtkostenrahmen von insgesamt 500 Mio. Euro vorgesehen.

## Nutzung

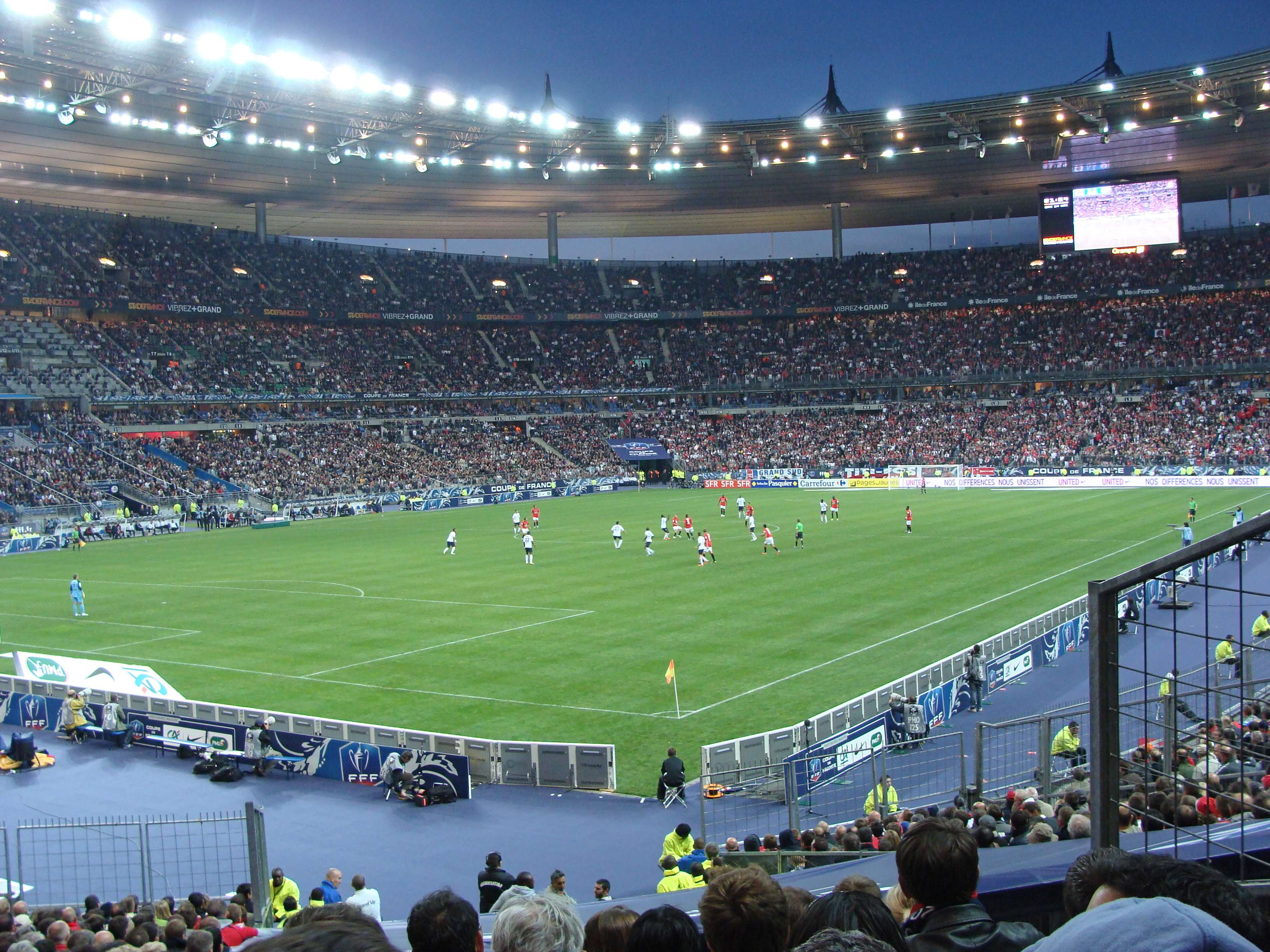
Innenraum während des Endspiels des Französischen Fußballpokals 2011

Neun Spiele der Fußball-WM 1998 wurden im Stade de France ausgetragen, darunter das Finale am 12. Juli, als Frankreich mit 3:0 gegen Brasilien gewann und den Weltmeistertitel sicherte. Weitere bedeutende Ereignisse waren unter anderem die Rugby-Union-Weltmeisterschaft 1999, die Leichtathletik-Weltmeisterschaften 2003, die Motorsportveranstaltung Race of Champions (2004 bis 2006) sowie drei Endspiele der UEFA Champions League (2000, 2006 und 2022). Außerdem fand hier das Finale der Fußball-Europameisterschaft 2016 statt, welches Gastgeber Frankreich mit 0:1 gegen Portugal verlor. Die Französische Rugby-Union-Nationalmannschaft trägt hier ihre Heimspiele während den Six Nations und November-Länderspiele gegen Mannschaften der südlichen Hemisphäre aus.
Da keine Vereinsmannschaft das Stade de France als Heimstadion nutzt, steht es während mehr als der Hälfte des Jahres leer. Wiederholte Versuche des Stadionkonsortiums, eine professionelle Fußball- oder Rugbymannschaft als Dauermieter zu gewinnen, blieben bisher ohne Erfolg. So zog es Paris Saint-Germain vor, im Parc des Princes zu bleiben, nachdem viele seiner organisierten Anhänger, die Muttergesellschaft Canal+ und die Stadt Paris entsprechend Druck ausgeübt hatten. Allerdings hatte der Klub während der Renovierung des Parc des Princes im Vorfeld der Fußball-Europameisterschaft 2016 das Stade de France als Ausweichplatz genutzt.
Der Besucherrekord einer Sport-Veranstaltung liegt bei 80.009 Zuschauern und wurde am 6. März 2006 beim Rugby-Länderspiel Frankreich–England während des Six-Nations-Turniers erreicht. Eine weitere intensive Nutzung des Stadions gab es während der Rugby-Union-Weltmeisterschaft 2007; im Finale sicherte sich Südafrika gegen England den zweiten Weltmeistertitel. Während der Rugby-Union-Weltmeisterschaft 2023 kam dem Stadion wieder eine große Rolle zu; im Finale sicherte sich Südafrika gegen Neuseeland den vierten Weltmeistertitel.
Ebenfalls einen Rekord stellten die Rock-Konzerte an zwei Abenden der in Kanada geborenen, französischen Künstlerin Mylène Farmer am 11. und 12. September 2009 auf, bei denen jeweils 86.000 Besucher anwesend waren: Die beiden Konzerte waren jeweils innerhalb von nur zwei Stunden ausverkauft. Am 21. Mai 2022 waren 97.036 Besucher anwesend, um das Konzert zum 40. Jubiläum der französischen New-Wave-Rockgruppe Indochine zu sehen, wie die Band einen Tag vor dem Event auf ihrer offiziellen Seite bestätigte. Diese enorme Zuschauerzahl war möglich, da sich eine 360-Grad-Bühne in der Mitte des Stadions befand, nicht wie üblich vor der Kurve, und somit zusätzlich zu den Stehplätzen alle Sitzplätze im gesamten Rund belegt werden konnten. Einen Besucherrekord eines nicht-französischen Künstlers stellten die beiden Konzerte der irischen Rockband U2 am 11. und 12. Juli 2009 auf, bei denen jeweils 93.000 Zuschauer anwesend waren.

### Fußball-Weltmeisterschaft 1998
Anlässlich der Fußball-Weltmeisterschaft 1998 in Frankreich fanden im Stade de France neun Spiele statt, darunter das Eröffnungsspiel und das Finale.
| Datum         | Runde         | Heim        | Gast          | Ergebnis             |
| ------------- | ------------- | ----------- | ------------- | -------------------- |
| 10. Juni 1998 | Vorrunde      | Brasilien   | Schottland    | 2:1 (1:1)            |
| 13. Juni 1998 | Vorrunde      | Niederlande | Belgien       | 0:0                  |
| 18. Juni 1998 | Vorrunde      | Frankreich  | Saudi-Arabien | 4:0 (1:0)            |
| 23. Juni 1998 | Vorrunde      | Italien     | Österreich    | 2:1 (0:0)            |
| 26. Juni 1998 | Vorrunde      | Rumänien    | Tunesien      | 1:1 (0:1)            |
| 28. Juni 1998 | Achtelfinale  | Nigeria     | Dänemark      | 1:4 (0:2)            |
| 3. Juli 1998  | Viertelfinale | Italien     | Frankreich    | 0:0 n. V., 3:4 i. E. |
| 8. Juli 1998  | Halbfinale    | Frankreich  | Kroatien      | 2:1 (0:0)            |
| 12. Juli 1998 | Finale        | Brasilien   | Frankreich    | 0:3 (0:2)            |

### Fußball-Europameisterschaft 2016
Anlässlich der Fußball-Europameisterschaft 2016 in Frankreich fanden im Stade de France sieben Spiele statt, darunter das Eröffnungsspiel und das Finale.
| Datum         | Runde         | Heim        | Gast       | Ergebnis  |
| ------------- | ------------- | ----------- | ---------- | --------- |
| 10. Juni 2016 | Vorrunde      | Frankreich  | Rumänien   | 2:1 (0:0) |
| 13. Juni 2016 | Vorrunde      | Irland      | Schweden   | 1:1 (0:0) |
| 16. Juni 2016 | Vorrunde      | Deutschland | Polen      | 0:0       |
| 22. Juni 2016 | Vorrunde      | Island      | Österreich | 2:1 (1:0) |
| 27. Juni 2016 | Achtelfinale  | Italien     | Spanien    | 2:0 (1:0) |
| 3. Juli 2016  | Viertelfinale | Frankreich  | Island     | 5:2 (4:0) |
| 10. Juli 2016 | Finale        | Portugal    | Frankreich | 1:0 n. V. |

## Terroranschläge im November 2015
Während des Freundschaftsspiels zwischen Frankreich und Deutschland (Endstand 2:0) am 13. November 2015 kam es in der Nähe des Stadions zu mehreren sehr schweren Explosionen, welche als Terroranschläge eingestuft wurden und auch im Stadion  zu hören waren. Um eine Panik zu vermeiden, wurde das Spiel bis zum Ende weitergeführt und die Zuschauer anschließend mithilfe von Sicherheitskräften geordnet aus dem Stadion geführt. Die Attentäter, welche sich vor dem Stade de France mittels Sprengstoffweste in die Luft gesprengt haben, wollten ursprünglich mit den Bomben ins Stadion gelangen und diese dort zünden. Dieser Plan wurde allerdings von Sicherheitskräften, welche die Terroristen nicht passieren ließen, vereitelt.

## Verkehrsanbindung
Zwar befindet sich das Stadion unmittelbar am Autobahnkreuz von A1 und A86, doch es wurden nur relativ wenige Parkplätze errichtet. Schon in der Planungsphase wurde darauf geachtet, dass ein möglichst hoher Anteil der Besucher mit öffentlichen Verkehrsmitteln anreist.
Erschlossen wird das Stadion durch drei Bahnhöfe der RER-Vorortsbahn und der Métro in unmittelbarer Umgebung:
- La Plaine-Stade de France (RER B)
- Stade de France – Saint-Denis (RER D)
- Saint-Denis – Porte de Paris ( Linie 13)

Bei wichtigen Anlässen verkehrten bis in die 2010er-Jahre zusätzlich Schiffe auf dem nahe gelegenen Kanal Saint-Denis, was mittlerweile jedoch nur noch äußerst selten passiert.